# 애플 미디어 이벤트

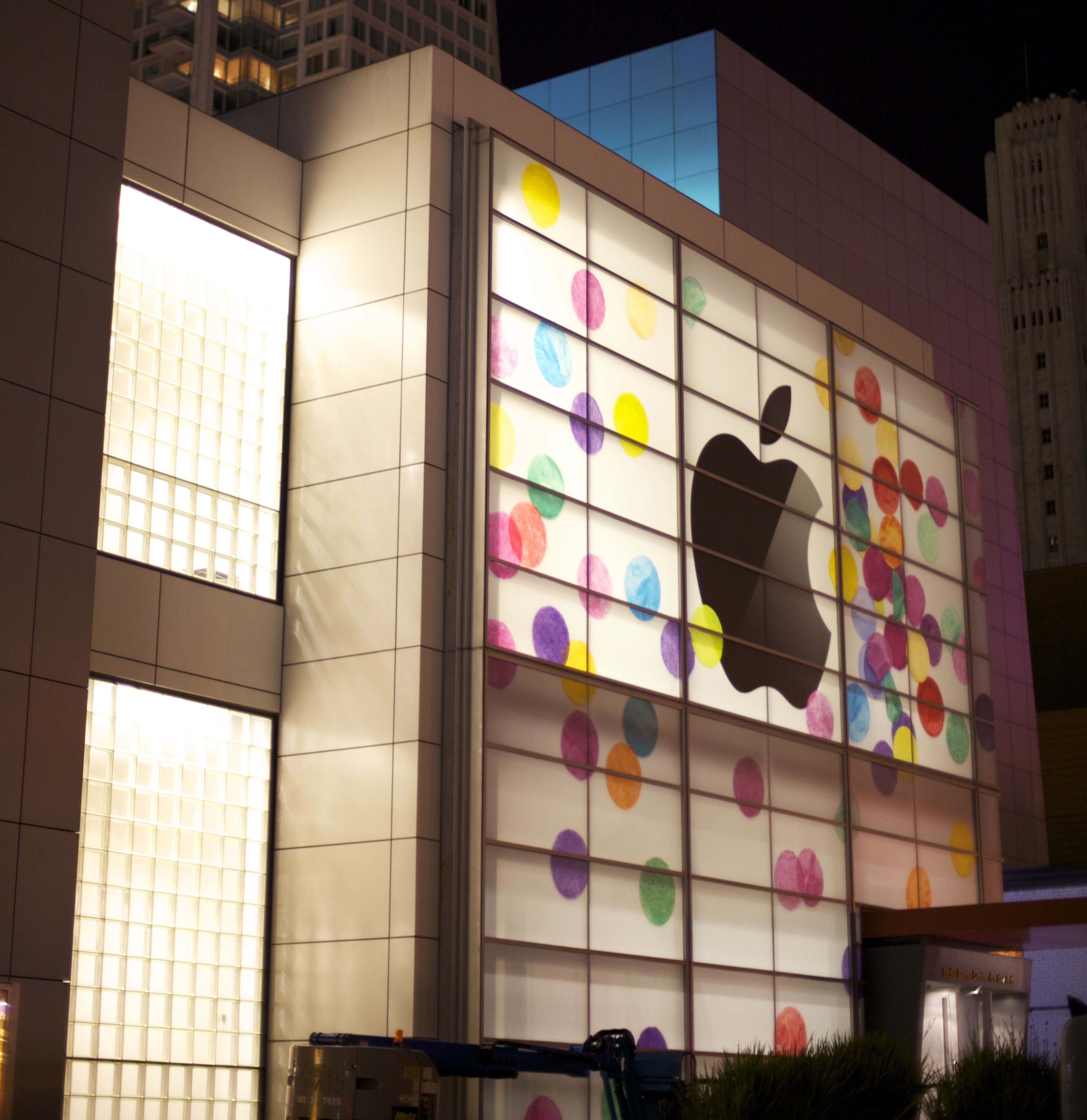
예르바 부에나 센터 포 더 아츠의 외관은 2011년 3월 2일을 기해 준비되었으며 iPad 2 발표에 쓰였다.

애플 미디어 이벤트에서는 Apple Inc.의 각종 이벤트에 대해 설명한다.
Apple Inc.는 각종 매체에서 주목을 끄는 기자 회견을 통해 새로운 제품, 또는 재설계되거나 업그레이드된 제품을 발표해 왔다. 이벤트의 목적(이벤트에서 발표하고자 하는 제품)은 이벤트 개시 이전까지 공개되지 않는 경우가 많다. 일반적으로 이벤트 진행 중에는 Apple의 홈페이지에서 실시간 스트리밍된다.

## 장소
- 모스콘 웨스트 (미국 캘리포니아주 샌프란시스코)
- 예르바 부에나 센터 포 더 아츠 (미국 캘리포니아주 샌프란시스코)
- 빌 그레이엄 시빅 오디토리움 (미국 캘리포니아주 샌프란시스코)
- 플린트 센터 (미국 캘리포니아주 쿠퍼티노)
- 스티브 잡스 시어터 (미국 캘리포니아주 쿠퍼티노)
- 온라인 (2020~2022)

## 같이 보기
- Macworld/iWorld